# پلوس (واشینگتن)
پُلوس (به انگلیسی: Palouse) شهری در شهرستان ویتمن ایالت واشینگتن است که در سرشماری سال ۲۰۱۰ میلادی، ۹۹۸ نفر جمعیت داشته‌است.

## تاریخچه
پلوس برای اولین بار در سال ۱۸۶۹ توسط ویلیام ایوینگ آباد شد. شهرک پلوس توسط W.P.Breeding در سال ۱۸۷۵ پایه‌گذاری شد.
پلوس به دلیل منطقه‌ای از زمین‌های کشاورزی‌ای که در آن واقع شده‌است نامگذاری شده و در سال ۱۸۸۸ میلادی ثبت شد.
پالوز یک پرچم شهر را در ۲۷ اوت ۲۰۱۹، پس از کمپینی که توسط یک ساکن محلی راه‌اندازی شد، به تصویب رساند. این پرچم از یک زمینه سبز با یک گره طلائی و آبی تشکیل شده‌است که نشان دهنده مردم، تجارت و رودخانه پلوس است.

## سرشماری سال ۲۰۱۰
بر اساس سرشماری سال ۲۰۱۰، در این شهر ۹۹۸ نفر، ۴۲۹ خانوار و ۲۹۱ خانواده زندگی می‌کردند. The تراکم جمعیت ۹۲۴٫۱ ساکن در هر مایل مربع (۳۵۶٫۸ ساکن در هر کیلومتر مربع) بود. ۴۷۴ واحد مسکونی با چگالی متوسط ۴۳۸٫۹ بر مایل مربع (۱۶۹٫۵ بر کیلومتر مربع) وجود داشت. ترکیب نژادی شهر ۹۴٫۴٪ سفیدپوست، ۱٫۳٪ بومی آمریکایی، ۰٫۹٪ آسیایی، ۰٫۴٪ از سایر نژادها، و ۳٫۰٪ ترکیب دو یا چند نژاد بود. اسپانیایی‌تبار یا لاتین‌تبار از هر نژاد ۲٫۴٪ از جمعیت را تشکیل می‌دادند. 
در آن سال پلوس ۴۲۹ خانوار وجود داشت که از این تعداد ۲۹٫۴ درصد دارای فرزندان زیر ۱۸ سال بودند که با آنها زندگی می‌کردند، ۵۷٫۶ درصد زوج‌های متأهل بودند که با هم زندگی می‌کردند، ۷٫۲ درصد دارای یک زن صاحب‌خانه بدون حضور شوهر بودند، ۳٪ صاحب‌خانه مرد بدون حضور همسر بودند و ۳۲٫۲ درصد غیر خانوادگی بودند. ۲۷٫۵ درصد از کل خانوارها را افراد تشکیل می‌دادند و ۱۰٫۳ درصد دارای فردی بودند که به تنهایی زندگی می‌کرد که ۶۵ سال سن یا بیشتر داشت. متوسط تعداد افراد خانوار ۲٫۲۹ نفر و متوسط تعداد افراد خانواده ۲٫۷۹ نفر بود.
میانگین سنی در این شهر ۴۳٫۸ سال بود. ۲۱٫۴ درصد از ساکنان زیر ۱۸ سال بودند. ۴٫۹ درصد بین ۱۸ تا ۲۴ سال سن داشتند. ۲۶٫۲ درصد از ۲۵ تا ۴۴ سال؛ ۳۲٫۹ درصد از ۴۵ تا ۶۴ سال؛ و ۱۴٫۴ درصد ۶۵ سال یا بیشتر داشتند. آرایش جنسیتی شهر ۴۹٫۵ درصد مرد و ۵۰٫۵ درصد زن بود.